# Балканлар
„Балканлар“ (на османски турски: بلقانلار; на турски: Balkanlar, в превод Балкани) е османски вестник, излизал в Солун, Османската империя от януари 1909 до 1913 година.
Публикува се от Али Кемалидин (Кемалидин бей). Вестникът излиза като ежедневник всяка сутрин.